# Prix de l'Académie romande
Le Prix de l'Académie romande est un prix littéraire de Suisse.

## Description
Le Prix de l'Académie romande est décerné par l'Académie romande,, une association créée en 2009 et destinée à soutenir la langue, la littérature et la culture, telles qu’elles se pratiquent en Suisse romande. Elle attribue chaque année quatre Prix littéraires pour la prose (un prix Ève à une auteure et un prix Adam à un auteur), la poésie, ainsi qu'un prix honorifique. Les libraires de la Suisse romande (volontaires et bénévoles) remplissent le rôle de jury et contribuent ainsi à faire élire les écrits les plus marquants et originaux de l'année écoulée.

## Lauréats

### Catégorie prose

#### Prix Ève
- 2012 Laure Mi Hyun Croset pour Polaroïds, Éditions Luce Wilquin[4],[6]
- 2013 Rose-Marie Pagnard pour J'aime ce qui vacille, Éditions Zoé[7],[8]
- 2015 Noëlle Revaz pour L'Infini Livre, Éditions Zoé[7]
- 2016 Stéphanie Pahud pour Lanormalité, L'Âge d'Homme; Lolvé Tillmanns pour Rosa, Cousu Mouche
- 2017 Elisa Shua Dusapin pour Hiver à Soksho, Zoé
- 2018 Laurence Boissier, pour Rentrée des classes, art&fiction, 2017

#### Prix Adam
- 2012 Metin Arditi pour Turquetto, Éditions Actes Sud[4]
- 2013 Roland Buti pour Le Milieu de l'horizon, Éditions Zoé[7],[8],[9]
- 2015 Max Lobe pour Trinité Bantoue, Éditions Zoé[7]
- 2016 Jean-Bernard Vuillème pour Sur ses pas, Zoé
- 2017 Michel Layaz pour Louis Soutter, probablement, Zoé
- 2018 Bruno Pellegrino pour Là-bas, août est un mois d'automne, Zoé

### Catégorie poésie
- 2012 Laurent Cennamo pour Les Rideaux Orange, Éditions Samizdat[4],[10]
- 2013 Frédéric Wandelère pour La Compagnie capricieuse, Éditions La Dogana[7]
- 2015 Philippe Jaccottet pour Œuvres, Gallimard[7] et Christophe Rey pour 237 Haïkus, Héros-Limite[7],[11]
- 2018 Julie Gilbert pour Tirer des flèches, Héros-Limite

### Catégorie honorifique
- 2015 prix Quiconque veut être libre décerné à Jean-Claude Ameisen, pour l'ensemble de son œuvre[12].